# タイムサービス

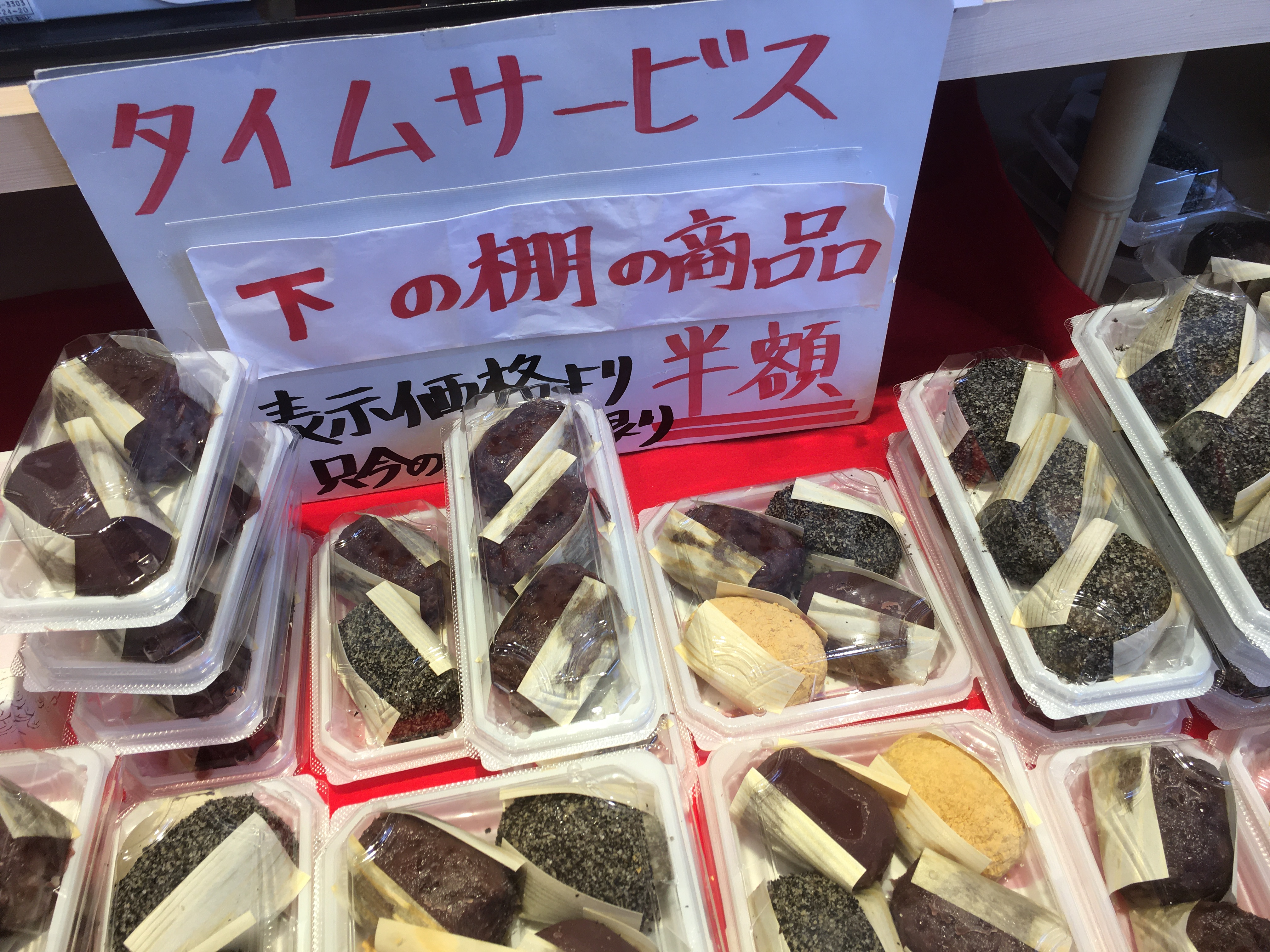
看板

タイムサービスとは、商品在庫の一掃や、店頭レイアウトのネックになる陳列商品の売り切り（完売）を目的に、予め指定された商品を、時間を区切って安価に販売する手法である。タイムセールとも称される。

## 概要
タイムサービスまたはタイムセールとは、時間指定のあるバーゲンセール（特売）の一種であるが、特に特売では数日など一定期間をかけて商品を安価に販売するところを、よりタイトに時間指定で区切っている点で異なる。こういった形態の販売対象となるのは、生鮮食品をはじめとして消費期限（賞味期限も参照）の短い商品を期限内に売り切ったり、あるいは「限られた短い時間」という要素で熱狂的な状態を作り出し、消費者の購買意欲を煽ることで普段よりも多く購入してもらおうとするものである。また、小売店の分野によってや立地条件などによって、客足が衰える時間帯もあり、そういった時間帯により多く来店してもらおうと言う意味で、閑期にそういった時間帯を設けることも行われる。
こういった販売手法とは別に、スーパーマーケットなどにおける生鮮食品では、消費期限の迫った店頭陳列商品に順次「○％引き」などのシールを商品パッケージに添付することで割安に販売することも行われるが、一般に「タイムサービス」とする場合には、専用の陳列場所（いわゆるワゴンセール）を設けたり、ある区画の商品を一律に値下げするなど、より消費者の目を引くよう工夫される。
なお、こういった販売活動により、消費期限切れで無駄に廃棄される商品の軽減も期待されるが、コンビニエンスストアのようにそういった形態のサービスを一切導入していない小売分野も見られる。